# 七龍傳說系列
第七龙神是世嘉发行的电子角色扮演游戏系列。系列首作《第七龙神》由Imageepoch开发，于2009年在任天堂DS上发行。之后Imageepoch企划了两款PlayStation Portable游戏：2011年的《第七龙神2020》和2013年的《第七龙神2020-II》。2015年Imageepoch破产时，世嘉自行开发了系列最新作《第七龙神III 代号：VFD》，并于当年在任天堂3DS上发行。

## 游戏
| 2009 | 第七龙神              |
| 2010 |                       |
| 2011 | 七龍傳說2020          |
| 2012 |                       |
| 2013 | 七龍傳說2020-II       |
| 2014 |                       |
| 2015 | 第七龙神III 代号：VFD |

- 第七龙神：2009年3月5日在日本任天堂DS平台发行。游戏设定于80%由龙统治的世界伊甸，背景是简单的“杀掉龙，否则人类将会灭绝”[1]。
- 第七龙神2020：2011年11月23日发行在PlayStation Portable平台上。游戏使用多边形图形，设定于近未来，龙侵略的种满鲜花的后末世东京。游戏使用黑客或超能力者的职业。游戏继续由Imageepoch开发，同时延续了前作一些开发者。
- 第七龙神2020-II：《第七龙神2020》的续作，于2013年4月18日在日本PlayStation Portable平台发行。初音未来再次作为非玩家角色登场；游戏还加入了新偶像职业，在新增的歌姬模式中，初音会演唱游戏的各BGM[2]。
- 第七龙神III 代号：VFD（日语：セブンスドラゴンIII code:VFD）：第四款游戏兼最後一部的系列作，因Imageepoch破产该作由世嘉自行开发。其平台為任天堂3DS，於2015年10月15日正式在日本發售，並於2016年7月12日在北美發售[3][4]。而該遊戲推出後，《第七龙神III 代号：VFD》也在隨後推出三波的下載內容[5]。該遊戲於2016年底陸續在歐洲地區發售[6]。